# Troglohyphantes milleri
Troglohyphantes milleri là một loài nhện trong họ Linyphiidae.
Loài này thuộc chi Troglohyphantes. Troglohyphantes milleri được Josef Kratochvíl miêu tả năm 1948.